# 奧格爾索普 (喬治亞州)
奧格爾索普是一個位於美國喬治亞州梅肯縣的城市。根據2010年美國人口普查，該地人口為1328人，而該地的面積約為5.30平方千米。同時該地也是梅肯縣的縣治。

## 地理
奧格爾索普的座標為32°17′36″N 84°03′45″W / 32.29333°N 84.06250°W，而該地的平均海拔高度為104米（即341英尺）。